# Herzog von Segorbe

Wappen des Herzogtums Segorbe

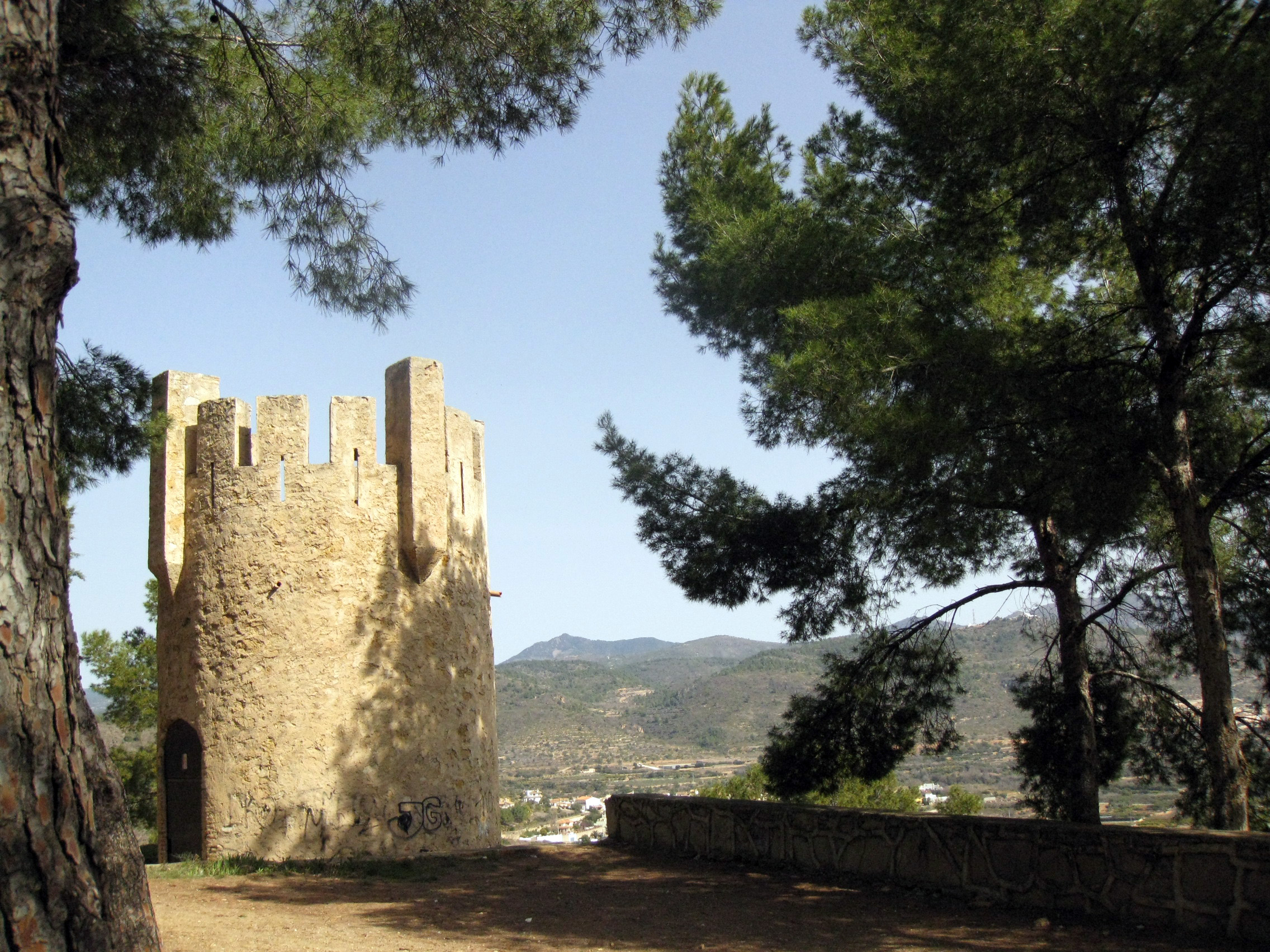
Turm des Castell de La Estrella in Segorbe

Herzog von Segorbe ist ein 1476 von König Johann II. von Aragón für seinen  Neffen Enrique de Aragón y Pimentel, den Sohn des Infanten Enrique, verliehener Titel, der mit der Stadt Segorbe ausgestattet wurde. Der Titel ging später an den Herzog von Medinaceli über.

## Herzöge von Segorbe
- Enrique, Infante de Aragón, genannt el Infante de la Fortuna († um 1522), 31. Conde de Ampurias, 1476 1. Duque de Segorbe, Sohn von Enrique, Infante de Aragón (Haus Trastámara), ⚭ Guiomar de Castro, Tochter von Afonso de Bragança, Conde de Faro
- Alfonso (um 1490–1562), dessen Sohn, 2. Duque de Segorbe; ⚭ Juana Folch de Cardona, 3. Duquesa de Cardona, Tochter von Fernando Folch de Cardona, 2. Duque de Cardona (Haus Folch de Cardona)
- Francisco Folch de Aragón / de Aragón Folch de Cardona (1536–1575), dessen Sohn, 3. Duque de Segorbe, 4. Duque de Cardona; ⚭ Angela de Cárdenas y Velasco, Tochter von Bernardino de Cárdenas y Pacheco, 2. Duque de Maqueda, keine Nachkommen
- Juana Folch de Cardona y Aragón / de Aragón Folch de Cardona (um 1530–1608) dessen Schwester, 4. Duquesa de Segorbe, 5. Duquesa de Cardona; ⚭ Diego Fernández de Córdoba, el Africano, 3. Marqués de Comares (Haus Fernández de Córdoba)
- Enrique de Córdoba Cardona y Aragón / Ramón Folch de Cardona de Aragón y de Córdoba (1588–1640), deren Enkel, 5. Duque de Segorbe, 6. Duque de Cardona, Sohn von Luis Fernández de Córdoba (1558–1596), 35. Conde de Ampurias; ⚭ I Juana Enríquez de Rojas y Córdoba, Tochter von Francisco de Rojas, 3. Marqués de Poza; ⚭ II Catalina Fernández de Córdoba y Figueroa, Tochter von Pedro Fernández de Córdoba y Figueroa, 1. Marqués de Montalbán, 4. Marqués de Priego,
- Luis Domingo Jacinto Francisco de Paula Fernández de Córdoba, später: Luis Raimundo Folch de Cardona de Aragón y de Córdoba (1608–1670), 6. Duque de Segorbe, 7. Duque de Cardona; ⚭ I María Isabel de Sandoval y Rojas Manrique de Padilla y Acuña, 3. Duquesa de Lerma, Tochter von Francisco Gómez de Sandoval y Rojas Manrique de Padilla y Acuña, 2. Duque de Lerma, 2. Duque de Uceda, 2. Duque de Cea; ⚭ II María Teresa de Benavides Dávila y Corella, Tochter von Diego VIII. de Benavides de la Cueva y Bazán, 1. Marqués de Solera,
- Joaquín Agustín/Pascual Diego Miguel Gregorio Marcos María Francisco de Paula Pedro Antonio Fernández de Córdoba y Benavides, später: Joaquín de Aragón Folch de Cardona y Córdoba (1657–1670) dessen Sohn  aus zweiter Ehe, 7. Duque de Segorbe, 8. Duque de Cardona
- Catalina Antonia de Aragón Folch de Cardona Fernández de Córdoba Sandoval Manrique de Padilla y Acuña (1635–1697), 8. Duquesa de Segorbe, 9. Duquesa de Cardona, 5. Duquesa de Lerma; ⚭ Juan Francisco II. Tomás Lorenzo de la Cerda Enríquez Afán de Ribera y Portocarrero, 8. Duque de Medinaceli, 8. Duque de Alcalá de los Gazules
- Luis Francisco III. Domingo Bernardo José Andrés de la Cerda de Aragón Folch de Cardona Fernández de Córdoba Sandoval Enríquez Afán de Ribera Manrique de Padilla Acuña Portocarrero Cárdenas y Álvarez de Toledo (1660–1711), 9. Duque de Medinalceli, 9. Duque de Alacalá de los Gazules, 9. Duque de Segorbe, 10. Duque de Cardona, 6. Duque de Lerma; ⚭ María de las Neves Girón y Sandoval, Tochter von Gaspar Téllez-Girón y Sandoval, 5. Duque de Osuna
- Nicolás Fernández de Córdoba Figueroa y Aguilar (1682–1739), 10. Duque de Medinaceli, 8. Duque de Feria, 10. Duque de Segorbe, 11. Duque de Cardona, 10. Duque de Alcalá de los Gazules, 7. Duque de Lerma

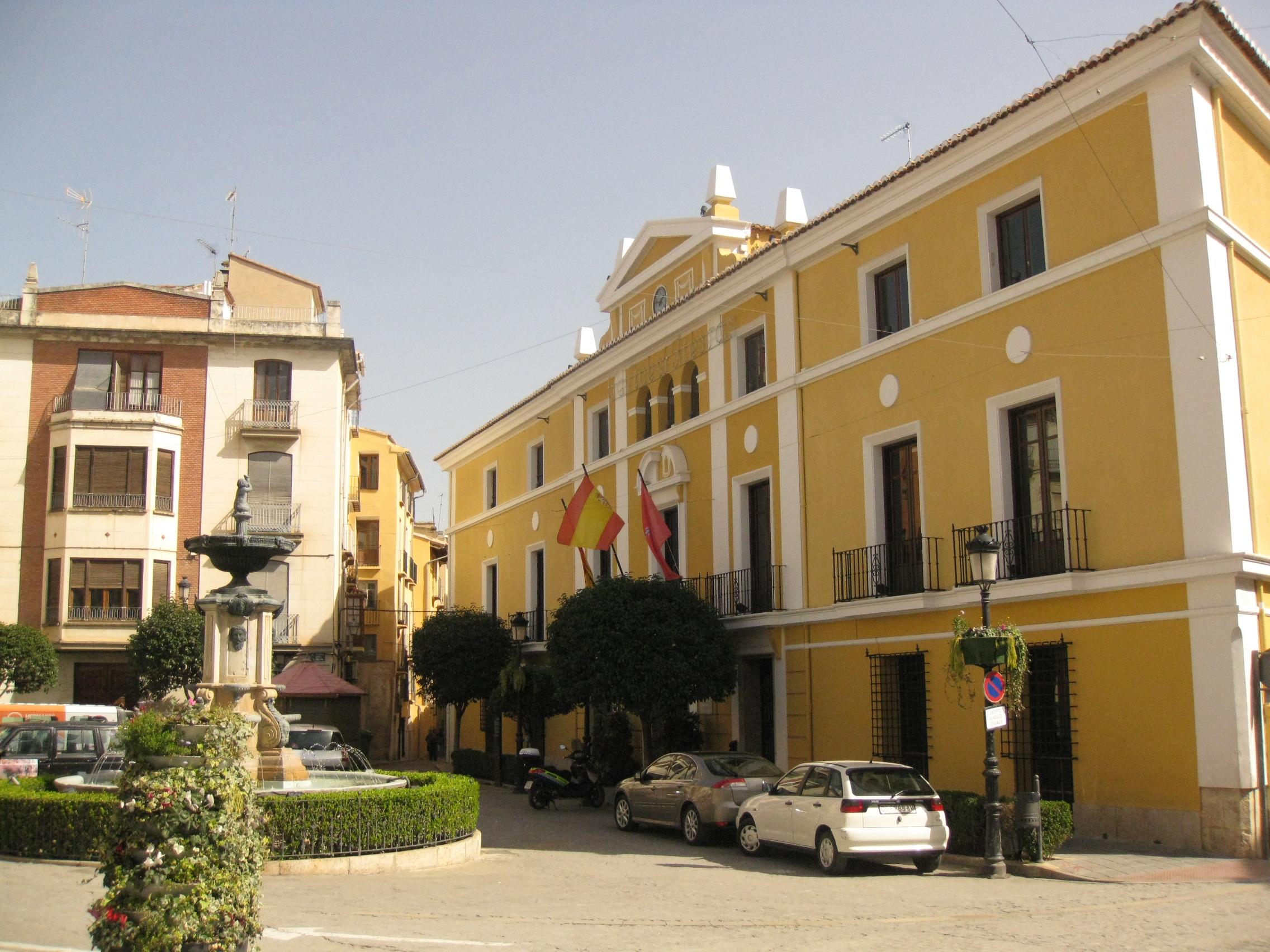
Medinaceli-Palais (heute Rathaus) von Segorbe

Die nachfolgenden Herzöge von Segorbe waren (mit gleicher Ordnungszahl) auch Herzöge von Medinaceli, zuletzt:
- Maria Victoria-Eugenia Fernández de Córdoba y Fernández de Henestrosa (* 1917), 18. Duquesa de Medinaceli, 17. (18.) Duquesa de Alcalá de los Gazules, 3. Duquesa de Denia, 3. Duquesa de Tarifa, 15. (18.) Duquesa de Camiña, 13. Duquesa de Ciudad Real, 18. Duquesa de Feria, 18. Duquesa de Segorbe, 8. Duquesa de Santísteban del Puerto; ⚭ Rafael de Medina y de Villalonga. (Den Titel 19. Herzog von Medinaceli erbte ihr Enkel Prinz Marco zu Hohenlohe-Langenburg y Medina (1962–2016), Sohn der Ana de Medina y Fernández de Córdoba, 9. Condesa de Ofalia, und des Maximilian Prinz zu Hohenlohe-Langenburg, seine Titelerbin wurde die Tochter Victoria Elisabeth Prinzessin zu Hohenlohe-Langenburg.)

Sie trat den Titel Herzog von Segorbe 1969 an ihren Sohn ab:
- Ignacio de Medina y Fernández de Córdoba (* 1947), 1969 19. Duque de Segorbe, ⚭ Maria da Glòria de Orléans-Braganza, geschiedene Gemahlin des Kronprinzen Alexander von Jugoslawien